# École suisse de Bangkok
 (février 2022).
Si vous disposez d'ouvrages ou d'articles de référence ou si vous connaissez des sites web de qualité traitant du thème abordé ici, merci de compléter l'article en donnant les références utiles à sa vérifiabilité et en les liant à la section « Notes et références ».
L'école suisse de Bangkok (également RIS Swiss Section – Deutschsprachige Schule Bangkok, Ruamrudee International School Swiss Section, Schweizerschule Bangkok ou Deutschsprachige Schule Bangkok) est une école privée suisse à l'étranger avec l'allemand et l'anglais comme langues d'enseignement, fondée en 1963. Elle est officiellement subventionnée par la Suisse et la République fédérale d'Allemagne, qui soutient l'école par l'envoi de personnel. L'école est située dans le quartier de Min Buri, à l'est du centre-ville de Bangkok.

## Enseignement
L'école propose un parcours éducatif allant du jardin d'enfants à la 12e année. Elle est la seule école suisse à l'étranger en Asie à proposer la maturité suisse bilingue. Actuellement, environ 230 élèves de différentes nationalités (principalement des Allemands, des Suisses, des Autrichiens et quelques Thaïlandais) fréquentent la RIS Swiss Section. Depuis février 2007, l'école est un centre de test officiel pour le passeport de compétences informatique européen (PCIE). En 1984, l'école germanophone de Bangkok a été intégrée en tant que "Swiss Section" à la Ruamrudee International School (RIS, thaï : โรงเรียนร่วมฤดีวิเทศศึกษา). L'école est gérée par une association, la Swiss Educational Association.
En 2011, l'école a reçu le label Excellente école allemande à l'étranger (de) après avoir été évaluée par l'inspection de l'État fédéral et des Länder.

## Histoire
L'école a été fondée en 1963 par un couple d'enseignants suisses pour faciliter la réintégration dans le système scolaire suisse des enfants d'expatriés suisses après leur retour en Suisse.
En 1963, il n'était pas possible d'établir officiellement une école privée étrangère en Thaïlande. Cependant, les autorités thaïlandaises considéraient les cours comme privés et autorisaient donc l'école à fonctionner. En 1972, la croissance de l'école a nécessité son déménagement dans un bâtiment plus grand à Sukumvit Soi 19/21, financé par une subvention de la Suisse. Les autorités thaïlandaises ont commencé à faire pression sur l'école après les comptes rendus des médias de 1977 sur les écoles étrangères illégales en Thaïlande. Avec l'aide du ministère thaïlandais de l'éducation, une solution durable a été trouvée en 1982 : L'école suisse a été intégrée à la Ruamrudee International School (RIS). Dans le cadre de la fusion, l'école a dû déménager sur le campus de la RIS, ce qu'elle a fait en 1983, et elle a adopté une politique d'uniforme pour les élèves et ainsi que langue thaï comme matière obligatoire.
L'école a commencé à autoriser les étudiants d'autres pays germanophones à s'inscrire dans les années 1980. Au milieu de la décennie, le comité directeur de l'école a commencé à compter des membres qui n'étaient pas suisses, et les employés des ambassades d'Autriche et d'Allemagne ont commencé à avoir un statut d'observateur lors des réunions du comité. En 1991, le RIS (et avec lui la section suisse - Deutschsprachige Schule Bangkok) a déménagé à son emplacement actuel. En 1993, le programme de l'école secondaire a ouvert après avoir reçu l'approbation des autorités de Lucerne. La section anglophone a ouvert en 2011.

## Anciens élèves
- Johannes Peterlik (de)